# Tatzumbia Dupea
Tatzumbia Dupea (Lone Pine, 26 de julho de 1849 – Los Angeles, 26 de fevereiro de 1970) foi uma atriz e supercentenária norte-americana.
De origem indígena, estreou no cinema no filme Laughing Boy de 1934, e participou dos filmes Buffalo Bill, de 1944 (5 anos antes de completar 100 anos) e Across the Wide Missouri, de 1951 (atuou no filme com 102 anos de idade).

## Falecimento
Ao morrer, em fevereiro de 1970, a supercentenária atingiu a marca de 120 anos e 215 dias.